# Corgoň liga 2004/05
Die Corgoň liga 2004/05 war die zwölfte Spielzeit der höchsten slowakischen Spielklasse der Männer im Fußball. Die Saison begann am 24. Juli 2004 und endete am 15. Juni 2005. Titelverteidiger war MŠK Žilina.

## Modus
Zehn Vereine spielten viermal gegeneinander, zweimal zu Hause und zweimal auswärts. Jedes Team absolvierte 36 Spiele. Meister wurde zum ersten Mal der FC Artmedia Bratislava. Die Mannschaft sicherte die Meisterschaft am 35. Spieltag mit einem 2:2 gegen den MFK Ružomberok. Neuling MŠK Rimavská Sobota stieg mit sechs Punkten Rückstand auf Inter Bratislava gleich wieder ab.

## Vereine
| Verein                 | Stadt             | Stadion                           | Kapazität |
| ---------------------- | ----------------- | --------------------------------- | --------- |
| FK Inter Bratislava    | Bratislava        | Štadión Pasienky                  | 13.000    |
| FC Artmedia Bratislava | Bratislava        | Štadión Petržalka                 | 07.100    |
| MFK Ružomberok         | Ružomberok        | Štadión MFK Ružomberok            | 04.876    |
| Dukla Banská Bystrica  | Banská Bystrica   | Štadión SNP                       | 09.881    |
| FK ZTS Dubnica         | Dubnica nad Váhom | Mestský štadión Dubnica nad Váhom | 05.450    |
| MŠK Rimavská Sobota    | Rimavská Sobota   | Štadión Na Záhradkách             | 05.000    |
| FK AS Trenčín          | Trenčín           | Štadión na Sihoti                 | 04.300    |
| Spartak Trnava         | Trnava            | City Arena                        | 19.200    |
| ŠK Matador Púchov      | Púchov            | Mestský štadión Púchov            | 06.000    |
| MŠK Žilina             | Žilina            | Štadión pod Dubňom                | 11.200    |

## Abschlusstabelle
| Pl. | Verein                     | Sp. | S  | U  | N  | Tore    | Diff. | Punkte |
| --- | -------------------------- | --- | -- | -- | -- | ------- | ----- | ------ |
| 1.  | FC Artmedia Bratislava (P) | 36  | 20 | 12 | 4  | 064:280 | +36   | 72     |
| 2.  | MŠK Žilina (M)             | 36  | 19 | 8  | 9  | 073:340 | +39   | 65     |
| 3.  | Dukla Banská Bystrica      | 36  | 13 | 13 | 10 | 045:380 | +7    | 52     |
| 4.  | FK ZTS Dubnica             | 36  | 13 | 12 | 11 | 042:430 | −1    | 51     |
| 5.  | FC Spartak Trnava          | 36  | 12 | 10 | 14 | 039:370 | +2    | 46     |
| 6.  | ŠK Matador Púchov          | 36  | 12 | 10 | 14 | 031:430 | −12   | 46     |
| 7.  | MFK Ružomberok             | 36  | 11 | 10 | 15 | 050:570 | −7    | 43     |
| 8.  | FK AS Trenčín              | 36  | 12 | 7  | 17 | 036:500 | −14   | 43     |
| 9.  | FK Inter Bratislava        | 36  | 9  | 11 | 16 | 037:600 | −23   | 38     |
| 10. | MŠK Rimavská Sobota (N)    | 36  | 7  | 11 | 18 | 030:570 | −27   | 32     |

Platzierungskriterien: 1. Punkte – 2. Tordifferenz – 3. geschossene Tore

| (M) | amtierender slowakischer Meister     |
| (P) | amtierender slowakischer Pokalsieger |
| (N) | Aufsteiger aus der 2. Liga           |

## Kreuztabelle
| Hinrunde (Runden 1–18) | Hinrunde (Runden 1–18) | Hinrunde (Runden 1–18)   | Hinrunde (Runden 1–18) | Hinrunde (Runden 1–18) | Hinrunde (Runden 1–18) | Hinrunde (Runden 1–18) | Hinrunde (Runden 1–18) | Hinrunde (Runden 1–18) | Hinrunde (Runden 1–18) | 2004/05                  | Rückrunde (Runden 19–36) | Rückrunde (Runden 19–36) | Rückrunde (Runden 19–36) | Rückrunde (Runden 19–36) | Rückrunde (Runden 19–36) | Rückrunde (Runden 19–36) | Rückrunde (Runden 19–36) | Rückrunde (Runden 19–36) | Rückrunde (Runden 19–36) | Rückrunde (Runden 19–36) |
| ---------------------- | ---------------------- | ------------------------ | ---------------------- | ---------------------- | ---------------------- | ---------------------- | ---------------------- | ---------------------- | ---------------------- | ------------------------ | ------------------------ | ------------------------ | ------------------------ | ------------------------ | ------------------------ | ------------------------ | ------------------------ | ------------------------ | ------------------------ | ------------------------ |
| FC Artmedia Bratislava | MŠK Žilina             | FK Dukla Banská Bystrica | MFK Dubnica            | FC Spartak Trnava      | FK Matador Púchov      | MFK Ružomberok         | FK AS Trenčín          | FK Inter Bratislava    | MŠK Rimavská Sobota    | Verein                   | FC Artmedia Bratislava   | MŠK Žilina               | FK Dukla Banská Bystrica | MFK Dubnica              | FC Spartak Trnava        | FK Matador Púchov        | MFK Ružomberok           | FK AS Trenčín            | FK Inter Bratislava      | MŠK Rimavská Sobota      |
|                        | 1:1                    | 2:1                      | 1:1                    | 3:1                    | 4:0                    | 1:2                    | 1:0                    | 2:1                    | 7:1                    | FC Artmedia Bratislava   |                          | 0:0                      | 3:1                      | 1:0                      | 0:0                      | 6:1                      | 3:1                      | 6:1                      | 3:1                      | 2:0                      |
| 5:1                    |                        | 4:0                      | 2:2                    | 2:1                    | 3:0                    | 6:0                    | 2:2                    | 1:1                    | 3:0                    | MŠK Žilina               | 0:1                      |                          | 2:1                      | 5:0                      | 1:0                      | 0:1                      | 3:0                      | 1:0                      | 7:3                      | 5:0                      |
| 0:0                    | 1:1                    |                          | 3:0                    | 4:2                    | 1:1                    | 0:0                    | 2:1                    | 1:2                    | 3:0                    | FK Dukla Banská Bystrica | 0:0                      | 1:0                      |                          | 3:1                      | 0:0                      | 2:0                      | 2:1                      | 1:1                      | 2:0                      | 3:2                      |
| 1:1                    | 3:1                    | 2:2                      |                        | 2:0                    | 2:0                    | 0:3                    | 1:1                    | 2:2                    | 2:0                    | MFK Dubnica              | 0:2                      | 0:0                      | 1:0                      |                          | 0:1                      | 1:1                      | 3:2                      | 0:0                      | 0:0                      | 3:0                      |
| 1:0                    | 0:1                    | 2:0                      | 3:0                    |                        | 3:1                    | 1:2                    | 1:1                    | 0:0                    | 1:1                    | Spartak Trnava           | 0:1                      | 3:1                      | 1:0                      | 1:0                      |                          | 1:0                      | 1:2                      | 1:2                      | 1:1                      | 1:0                      |
| 0:1                    | 1:0                    | 0:0                      | 1:2                    | 3:2                    |                        | 0:1                    | 2:1                    | 2:1                    | 2:0                    | Matador Púchov           | 1:1                      | 0:1                      | 0:0                      | 0:1                      | 1:0                      |                          | 1:0                      | 3:0                      | 1:0                      | 1:1                      |
| 1:1                    | 2:1                    | 2:2                      | 0:2                    | 2:2                    | 1:2                    |                        | 1:1                    | 2:2                    | 4:2                    | MFK Ružomberok           | 2:2                      | 2:3                      | 0:0                      | 1:2                      | 0:3                      | 0:0                      |                          | 2:0                      | 6:0                      | 0:0                      |
| 1:0                    | 4:2                    | 3:2                      | 0:4                    | 0:1                    | 0:1                    | 3:0                    |                        | 2:0                    | 1:0                    | FK AS Trenčín            | 0:1                      | 2:1                      | 0:1                      | 1:1                      | 2:1                      | 2:0                      | 0:2                      |                          | 0:1                      | 1:0                      |
| 1:3                    | 1:4                    | 1:4                      | 0:1                    | 1:1                    | 0:0                    | 1:5                    | 1:2                    |                        | 2:2                    | FK Inter Bratislava      | 1:1                      | 0:1                      | 2:0                      | 3:1                      | 1:1                      | 1:0                      | 2:1                      | 2:0                      |                          | 1:0                      |
| 0:1                    | 0:0                    | 1:1                      | 1:1                    | 0:0                    | 1:1                    | 2:0                    | 2:1                    | 1:0                    |                        | MŠK Rimavská Sobota      | 1:1                      | 0:3                      | 0:1                      | 1:0                      | 2:1                      | 3:3                      | 3:0                      | 3:0                      | 0:1                      |                          |

## Torschützenliste
| Pl. | Nat.     | Spieler          | Verein                   | Tore |
| --- | -------- | ---------------- | ------------------------ | ---- |
| 1   | Slowakei | Filip Šebo       | FC Artmedia Bratislava   | 22   |
| 2   | Slowakei | Ivan Bartoš      | MŠK Žilina               | 18   |
| 3   | Slowakei | Martin Jakubko   | FK Dukla Banská Bystrica | 14   |
| 4   | Slowakei | Stanislav Šesták | MŠK Žilina               | 13   |
| 5   | Slowakei | Juraj Halenár    | Inter Bratislava         | 12   |
| 5   | Slowakei | Róbert Semeník   | FK Dukla Banská Bystrica | 12   |